# オソルク
オソルクあるいはオサルク（ロシア語: Осолук、生没年不明）はポロヴェツ族長の一人である。ブルチェヴィチ族（ドニエプル川左岸を本拠地とする一派）に属した。オソルクという名は、テュルク系言語のosuluq（遠慮がちな、思慮深い、の意）によるとする説がある。
1183年、他の族長らと共にオレリ川の戦いに参加し、キエフ・ルーシ諸公国軍と戦うが、敗北し捕虜となった。
1193年、キエフ大公スヴャトスラフと、共同統治者のオーヴルチ公リューリクが、前年から戦闘状態にあったポロヴェツ族と協議するための使者を発した。リューリクの呼び寄せたトグリイ、アクーシ(ru)はカネフ（キエフの南、ドニエプル川右岸）まで来たが、スヴャトスラフの使者を受けたオソルク、イザイ(ru)はキエフの対岸（ドニエプル川左岸）でとどまり、要件があるならばそちらが渡河してくるよう要求した。スヴャトスラフはこれに応じなかったため、オソルク、イザイらはその場から立ち去った。このため、トグリイ、アクーシらルコモリエのポロヴェツ族、またリューリクは休戦を望んでいたが、和議は成立しなかった。
以降のオソルクの動向については不明である。